# Homoleptique
Un composé chimique de métal de transition ou du groupe principal est dit homoleptique lorsqu'il ne contient qu'un seul type de ligand. Dans le cas contraire, on dit que le composé est hétéroleptique.
Certains composés homoleptiques deviennent hétéroleptiques en solution en se coordonnant avec des molécules de solvant. C'est par exemple le cas des dialkylmagnésium qui se forment à l'équilibre dans une solution de réactif de Grignard dans un éther (comme le bromure de méthylmagnésium dans le dioxane ci-dessous), qui portent deux ligands éther liés à chaque centre magnésium :
2 CH3MgBr + dioxane  {\displaystyle \rightleftharpoons }  (CH3)2Mg + MgBr2(dioxane)↓.
Certains ligands tels que le diméthylsulfoxyde (DMSO) peuvent se coordonner aux atomes métalliques de plusieurs manières ; on considère comme homoleptiques les composés qui contiennent un seul type de ligand même si celui-ci est lié à l'atome métallique selon des modes de coordination différents. C'est par exemple le cas du cis-dichlorotétrakis(diméthylsulfoxyde)ruthénium(II) RuCl2(dmso)4, dont l'une des quatre unités DMSO est liée au ruthénium par l'oxygène tandis que les trois autres le sont par le soufre.
- Composés homoleptiques et RuCl2(dmso)4

Composés homoleptiques et
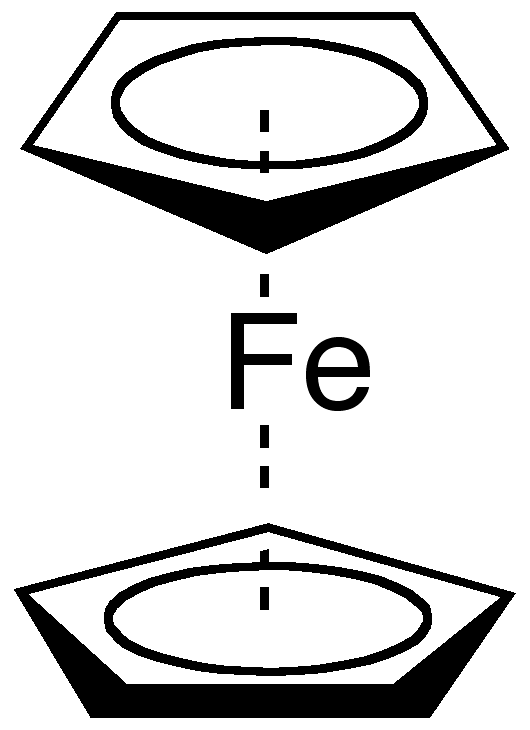
Ferrocène.
Tétraméthylplomb.
Pentacarbonyle de fer.
Hexacarbonyle de tungstène.
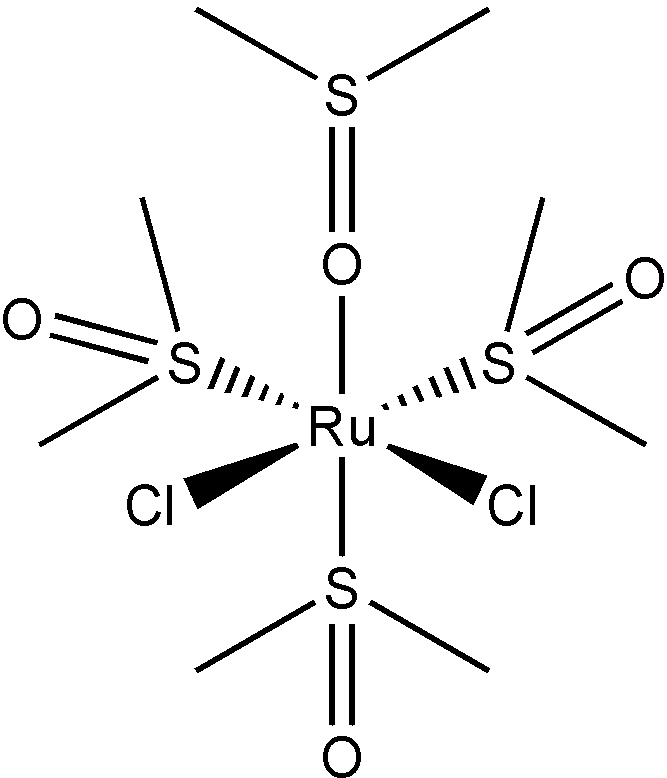
cis-Dichlorotétrakis(dmso)ruthénium(II).